# ستارا بووتنگتسا
ستارا بووتنگتسا (به لهستانی:  Stara Błotnica) یک روستا در لهستان است که در گمینا ستارا بووتنگتسا واقع شده‌است.